# トラフザメ
トラフザメ （虎斑鮫、学名：Stegostoma fasciatum、英名：Zebra shark）は、テンジクザメ目に属するサメの一種。トラフザメ科、トラフザメ属は単型である。インド太平洋全域、60m以浅のサンゴ礁で見られる。成体は円筒形の体、体側の隆起線、非常に長い尾鰭、薄黄色の体色に散らばる黒い斑点を持ち、識別は容易である。幼体は横縞を持ち、成体とは体色が完全に異なる。全長3.5 m程度になる。
夜行性で、日中は海底で休み、夜に岩の割れ目に潜む魚、貝、甲殻類、軟体動物、ウミヘビなどを食べる。単独で生活するが、季節的に大きな群れを作ることもある。卵生で、雌は数十個の卵鞘を、粘着糸で岩などに固定する。人に無害で飼育もしやすいため、ダイビングや水族館で好まれる。肉、鰭、肝油などを目的とした漁業の対象となっており、生息数が減少している可能性が高いため、IUCNは絶滅危惧種としている。

## 分類

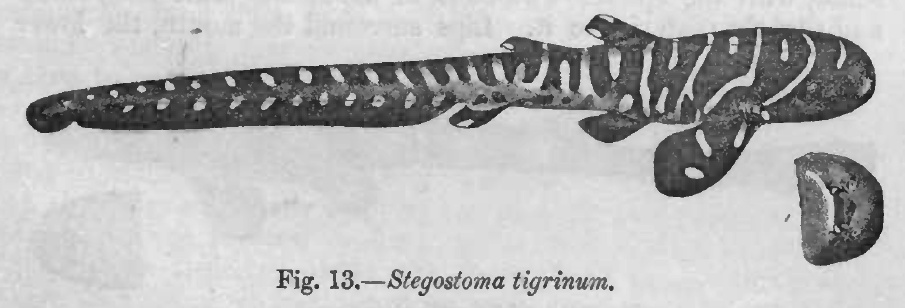
かつて、本種の幼魚は別種であると考えられていた。

1759年に出版されたアルベルトゥス・セバのシソーラス『Locupletissimi rerum naturalium thesauri accurata descriptio – Naaukeurige beschryving van het schatryke kabinet der voornaamste seldzaamheden der natuur』の中でツノザメ属の新種Squalus varius として記載された。セバは幼体のイラストとラテン語による包括的な記載を発表したが、タイプ標本は指定しなかった。1783年にジャン・エルマンは『Tabula affinitatum animalium』の中でSqualus fasciatusとして記載命名した。1837年、ミュラーとヘンレは本種を独自の新属 Stegostoma 属に移し、1801年にブロッホおよびシュナイダーによって『110の画像付分類魚類学』（"Systema ichthyologiae iconibus CX illustratum"）の中で用いられた
種小名 fasciatus を使用した。Stegostoma は中性形であるため、学名は Stegostoma fasciatum となる。1984年、レオナルド・コンパーニョは、Squalus variusも学名の一つと解釈することはできるが、セバ が記載論文中で学名を一貫して用いていないことを理由に、"fasciatus/m"を正式な学名として支持した。コンパーニョによれば、最初に"varius/m"が適切に用いられたのは1913年のサミュエル・ガーマンによるものであり、この名はジュニアシノニムとみなせる。現在はS. fasciatum・S. varium どちらも本種を指す学名として用いられている。
属名はギリシャ語の stego（覆い）、stoma（口）に由来する。種小名 fasciatum は“縞模様”を意味し、幼魚の体色に因んだものである。この体色は英名"zebra shark"の由来ともなっている。"leopard shark"の名が本種の成体に対して用いられることもあるが、この名は普通はカリフォルニアドチザメ Triakis semifasciata、またはイタチザメを指す。成長に連れて大きく体型・体色が変化するため、幼体はSqualus tigrinus、亜成体はS. longicaudatusとして別種とされていた時代もあった。
なお和名の虎斑鮫は岸上鎌吉によって命名された。

## 系統
形態・分子系統の両面から、ジンベエザメ・コモリザメ科とともに単系統群を構成することは広く受け入れられている。この単系統群内での系統関係には諸説があるが、分子系統解析ではタンビコモリザメ Pseudoginglymostoma brevicaudatum の姉妹群であるという結果が得られている。

## 形態
円筒形のどっしりとした体、大きくて少し平たい頭、短く丸い吻を持つ。眼は小さく、頭部の側面にあり、その後方にはそれより大きな噴水孔がある。鰓裂は短く、後ろの3対は胸鰭の基部の上に位置し、第4・5鰓裂の間隔は他のものより近い。鼻孔には短い髭があり、鼻孔から口まで続く溝がある。口はほぼ直線で、下唇は3葉に分かれ、口角にも溝がある。歯列は上顎に28-33、下顎に22-32列。歯は大きな尖頭を持ち、2個の小尖頭に囲まれる。
成魚の体には5列の隆起線があり、1列は背の正中線上で背鰭と一体になり、他の2対は体側にある。第一背鰭は第二背鰭の2倍程度の大きさである。胸鰭は大きくて幅広い。腹鰭・臀鰭はそれより小さいが、第二背鰭よりは大きい。尾鰭は体と同じくらい長い。下葉は小さく、上葉の先端には大きな欠刻がある。250cm程度まで成長するが、おそらく354cmに達するだろうと言われている 。全長に雌雄差はない。
幼魚は背側が暗褐色、腹側が淡黄色で、黄色い横縞、斑点がある。50-90cmまで成長すると黒い部分が縮小を始め、ヒョウ柄模様に変化してゆく。成体の模様は個体ごとに差があり、個体識別に用いることができる。1964年、インド洋において全ての斑点を欠くアルビノ個体が発見された。これは全長1.9 mの成体雌で、目立つアルビノが野生下で長期間生存していたという点で、非常に珍しいものである。

## 分布

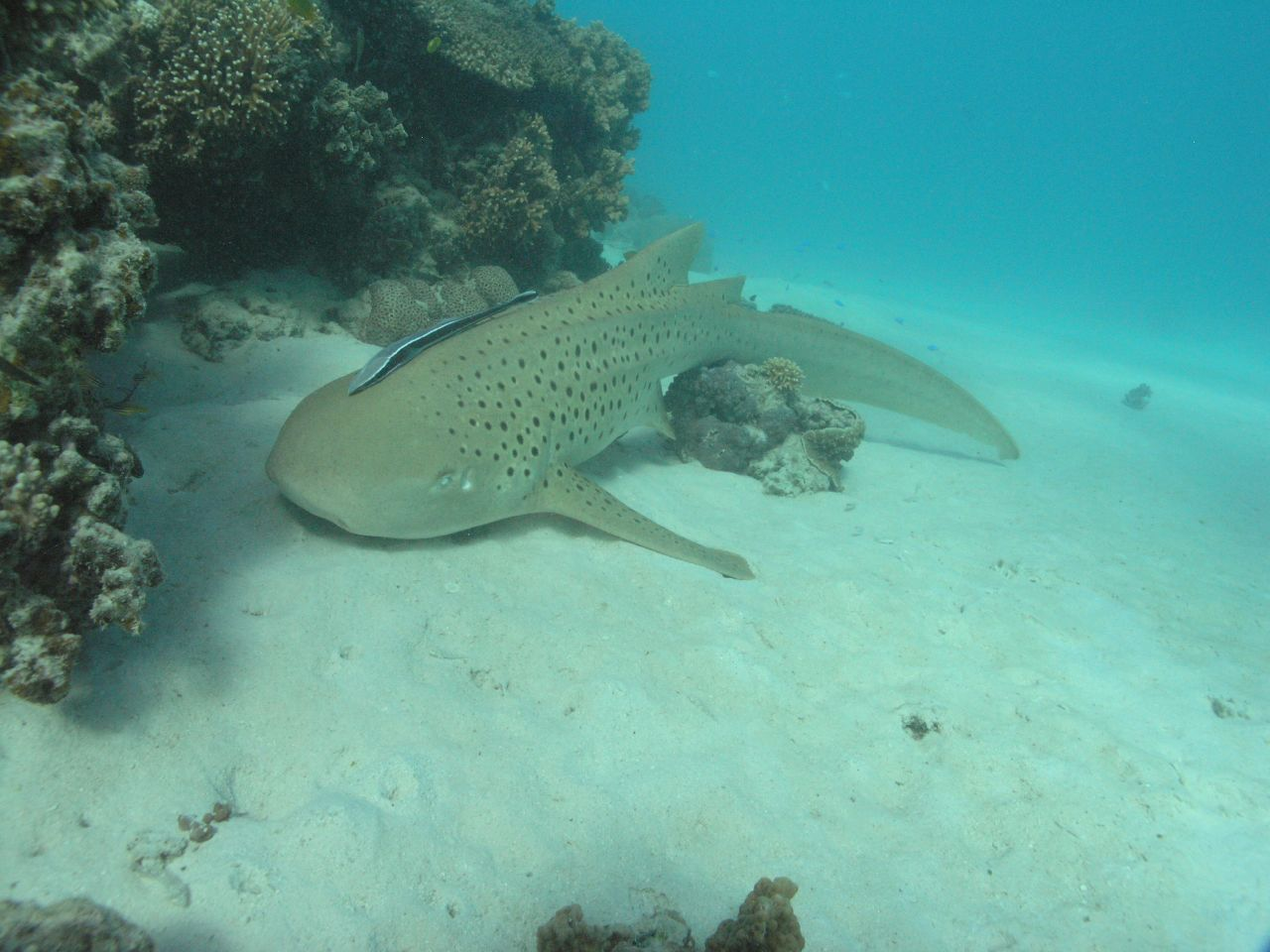
サンゴ礁付近の砂地で休息する。

インド太平洋の熱帯に分布する。南アフリカから紅海・ペルシャ湾（マダガスカル・モルディブを含む)・インド・東南アジア (インドネシア・フィリピン・パラオを含む)、北は台湾・日本まで、東はニューカレドニア・トンガまで、南はオーストラリア北部までで確認されている。
底生で、潮間帯から水深62 m程度の大陸棚の上に生息する。成体、大型の幼体はよくサンゴ礁・礫底・砂底で見られる。不確実ではあるが、フィリピンの淡水で見られたという報告もある。外洋を渡って別の島や海山に移動することもあり、ある個体は140kmを移動した記録がある。だが、遺伝子からは、連続する分布域であっても個体群間の移動は少ないことが示された。

## 生態
日中は不活発で海底で休息しており、偶に胸鰭で体を持ち上げ、口を流れに向けて呼吸を行う。強い流れが得られるため、岩の間の水路が休息場所として好まれる。夜間や餌があるときは活発になる。泳ぎは素早くて力強く、体と尾鰭をウナギのようにうねらせることで推進する。一定の流れがある場所では、尾鰭をうねらせることで水中に浮かぶことができる。
餌は主に貝類、甲殻類、小さな硬骨魚などで、おそらくウミヘビも食べる。体が細く柔らかいため、狭い穴や裂け目にも入り込み、口腔の分厚い筋肉によって獲物を吸い出すことができる。本種はより大きな魚類や海獣の餌となる。寄生虫として、4種のPedibothrium 属の条虫などが見つかっている。

### 社会性
通常は単独でいるが、20-50匹の群れを作ることも記録されている。クイーンズランド南東では毎夏、浅瀬で数百匹の群れが見られる。この群れはほぼ全て大型の成体で、雌3に対し雄1の割合である。群れ内での交尾行動は観察されておらず、このような群れを作る目的は不明である。
成体雄が他の雄の胸鰭に噛み付き、海底に押さえつける行動が観察されている。押さえられた雄は仰向けになって数分間動かなくなる。この行動は雌雄間の交尾前行動と似ており、これは上になった雄が自身の優位性を主張する行動ではないかと推測されている。

### 繁殖

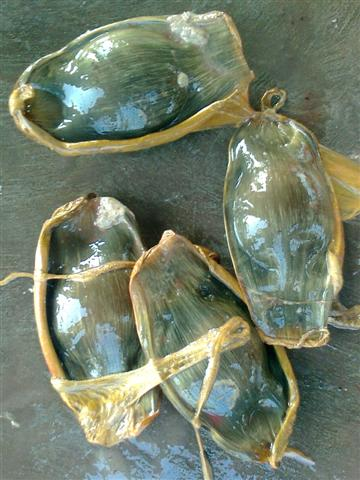
卵鞘

交尾は、雄が雌を追いかけ、胸鰭や尾に噛み付くことで始まる。共に海底に降りた後、雄は雌に体を巻き付け、交尾器を雌の総排泄孔に挿入する。交尾は2-5分続く。卵生で、雌は17cm×8cm×5cm程度の大きさの卵鞘を産む。卵鞘は暗褐色から紫で、側面から細い繊維が生える。この繊維には粘着性があり、雌は岩礁の垂直な壁に卵を固定する。最大で、112日程度かけて46個の卵を産んだ記録がある。各卵鞘は4個程度の束で産み付けられる。野生での繁殖期は不明である。

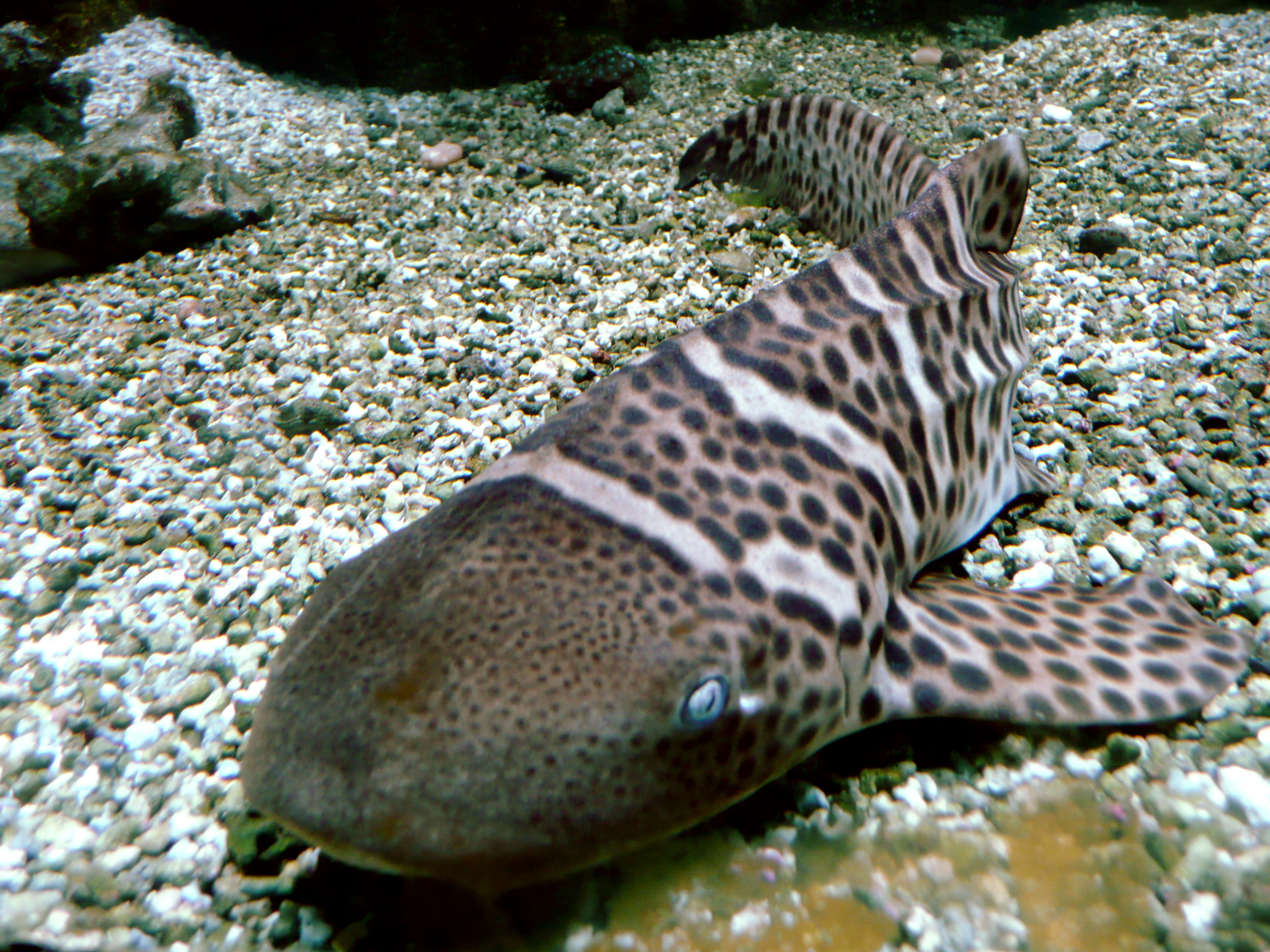
幼体から成体に体色を変化させている途中の個体

飼育下では、温度に依存するが、卵は4-6ヶ月で孵化する。孵化時は全長20-36cmで、成魚に比べ尾鰭が体に対して長い。幼魚がどのような場所で成長するかはよく分かっていないが、ある報告では50m以深、インドからの別の報告では成体より浅い場所、という結果がある。幼魚の縞模様には、群れの中で各個体の境界を曖昧にし、捕食者が1個体を狙いにくくする役割があると考えられている、雄は1.5-1.8 m、雌は1.7mで性成熟する。寿命は野生下で25-30年と見られている。雌が無性生殖した報告が1例ある。

## 人との関連
おとなしく動きが遅いため、危険は少なく、水中で近づくことも容易である。だが、尾を引っ張ったり、上に乗ったりすると噛み付く場合がある。インターナショナル・シャーク・アタック・ファイルには、2008年に、人からの挑発によらない攻撃の例が報告されているが、負傷には至っていない。紅海・モルディブ・タイのプーケットやピーピー諸島・グレートバリアリーフなど様々な場所でダイバーに人気があり、人に慣れ、餌付けされて触ることのできる個体もいる。飼育は容易で、世界中の多くの水族館で見られる。幼体は小さく、その体色から愛好家の間で取引されることもあるが、家庭の水槽では扱えないほどの大きさになる点は注意すべきである。
分布域のほとんどにおいて商業漁業の対象となっており、底引き網・刺し網・延縄などで漁獲される。肉は干物・塩漬けで消費され、肝油からはビタミン、鰭はフカヒレ、あらは魚粉とされる。浅瀬に生息し、個体群間の移動が少ないため、局地的な漁業の影響を受けやすい。市場調査からは、昔に比べ出現頻度が減ったことが推測される。沿岸の開発や、爆発物を用いた漁などの危機に曝されており、IUCNは危急種としている。オーストラリアでの脅威は、エビの底引き網漁による少数の混獲だけであるため、ここでは軽度懸念とされている。